# 마이클 스위트
마이클 해리슨 스위트(Michael Harrison Sweet, 1963년 7월 4일~)는 미국의 음악가이다. 그는 헤비 메탈 밴드 스트라이퍼의 공동 설립자, 작곡가, 기타리스트, 리드 보컬이다. 그는 또한 성공적인 솔로 활동을 했으며 2007년부터 2011년까지 보스턴의 보컬리스트이자 기타리스트로 활동했다.

## 스트라이퍼
1980년대 초, 스위트와 그의 형은 Roxx Regime이라는 밴드를 결성하여 작은 공연장에서 연주했다. 그들은 스위트가 밴드에서 유일한 기타리스트인 트리오로 한동안 활동했다. 이 밴드는 나중에 스트라이퍼가 되었다. 밴드는 헤비 메탈이 사탄적이라는 고정관념에 도전하고 크리스천 록을 주류로 이끌었다.
밴드에서 스위트는 리드 보컬과 리드 기타를 맡았을 뿐만 아니라, 밴드의 대부분의 음악을 작곡하고 공동 프로듀싱 및 편곡을 담당했다. 밴드는 다섯 장의 성공적인 스튜디오 앨범을 녹음했다. 밴드의 명성은 1990년대에 쇠퇴했다.

## 솔로
스트라이퍼의 리드 보컬/리드 기타리스트로 9년간 활동한 후, 스위트는 솔로 활동을 추구하기 위해 1992년에 밴드를 떠났다. 그는 먼저 Unstryped라는 데모 앨범을 발표했는데, 이 앨범에는 밴드를 위해 의도되었다고 주장되는 여러 곡이 수록되어 있었다. 스위트는 나중에 이 곡들 중 일부를 자신의 첫 정규 앨범에 포함시켰다.
그의 동명 데뷔 앨범은 1994년에 발매되어 25만 장 이상 판매되었다. 이어서 1996년에는 약간 더 부드러운 Real이라는 앨범을 발표하여 도브 어워드 후보에 올랐다. Real 발매 직후, 스위트는 이 두 앨범을 발매했던 Benson Records를 떠났다.
이 기간 동안 스위트와 그의 아내 카일은 매사추세츠주로 이사했고, 그곳에서 스위트는 장인의 캠핑장/크랜베리 사업인 Maple Park에서 일했다. 1998년에는 Truth라는 독립 데모 앨범을 발매하여 비평가들의 찬사를 받았다. 그는 Restless Records와 계약을 맺고 2000년에 새로운 곡 목록과 새로운 아트워크로 Truth를 재발매했다.
2007년 8월 19일, 스위트는 보스턴의 톰 숄츠로부터 보스턴의 Bank of America Pavilion에서 열린 브래드 델프의 삶을 기리는 콘서트 Come Together: A Tribute to the Life of 브래드 델프에서 리드 보컬리스트이자 기타리스트 중 한 명이 되어달라는 요청을 받았다. 숄츠는 이어서 스위트에게 스틱스를 오프닝 밴드로 하는 보스턴의 2008년 여름 투어에 합류해달라고 요청했다.

## 보스턴

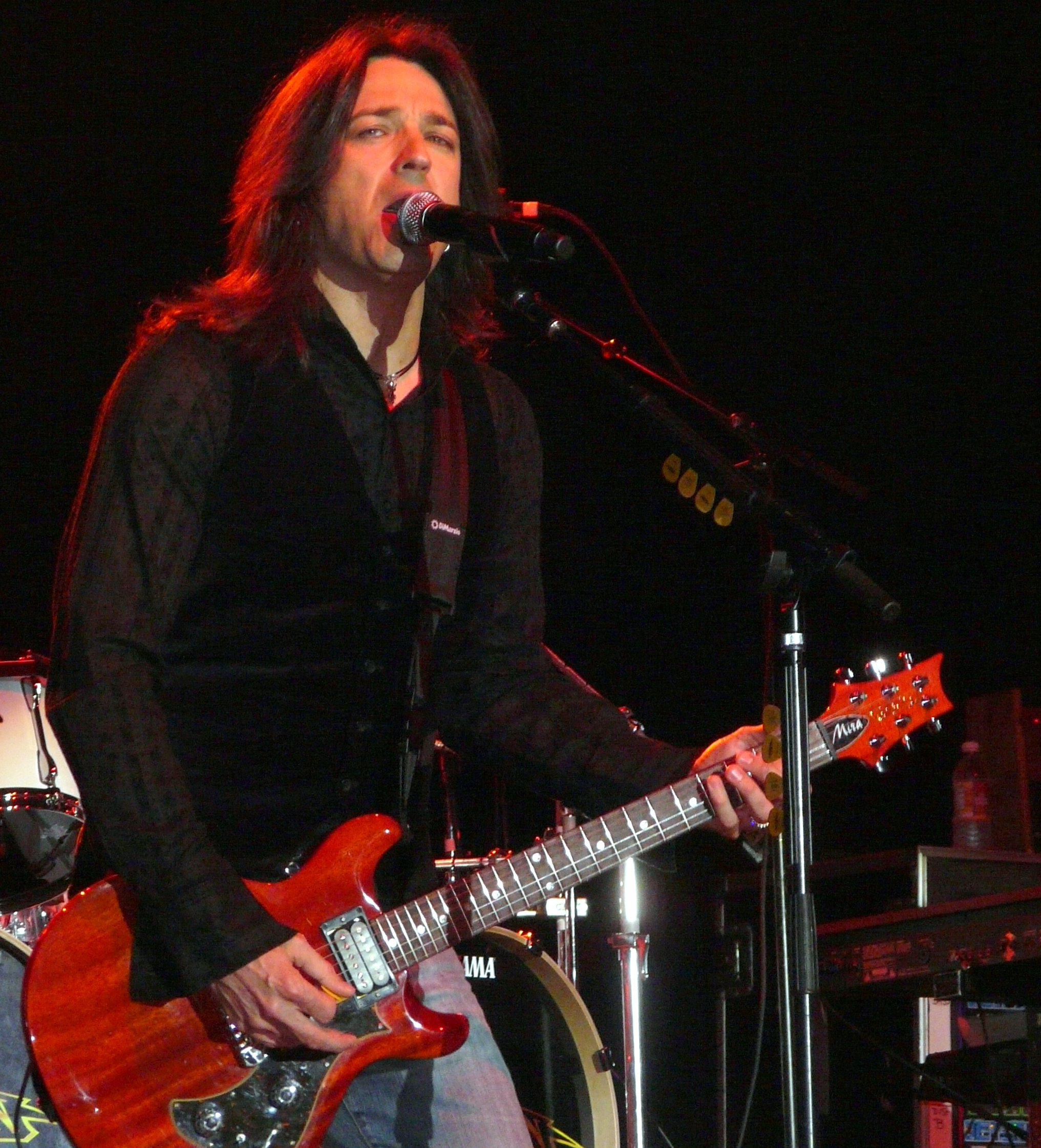
2008년 6월 13일 보스턴과 함께 공연하는 마이클 스위트

스위트는 보스턴에서 리드 보컬, 백 보컬, 기타 연주를 맡았다. 스위트는 2007년 8월 19일에 보스턴의 마지막 공연이 될 예정이었던 행사에 참여하도록 요청받았다. 이는 자선 및 추모 공연이었으며, 새미 헤이거, 미키 토머스, 앤 윌슨과 같은 유명인사들이 초대 손님으로 참석했다. 톰 숄츠는 스위트가 고인이 된 브래드 델프에 대해 쓴 글에 감동했고, 이어서 스위트가 노래하고 기타를 연주하는 것을 들었다. 숄츠는 스위트의 재능에 깊은 인상을 받아 그를 밴드에 영구 멤버로 초청했다. 보스턴은 스틱스를 오프닝 밴드로 하여 2008년 투어 일정을 잡기 시작했다. 스위트는 세트리스트의 약 절반에 걸쳐 리드 보컬을 담당했으며, 전체 세트 동안 기타를 연주하고 솔로 연주도 소화했다. 2011년 8월, 스위트가 스트라이퍼에 대한 그의 우선순위와 기여에 집중하기 위해 보스턴을 떠났다고 발표되었다.

## 스트라이퍼 재결합

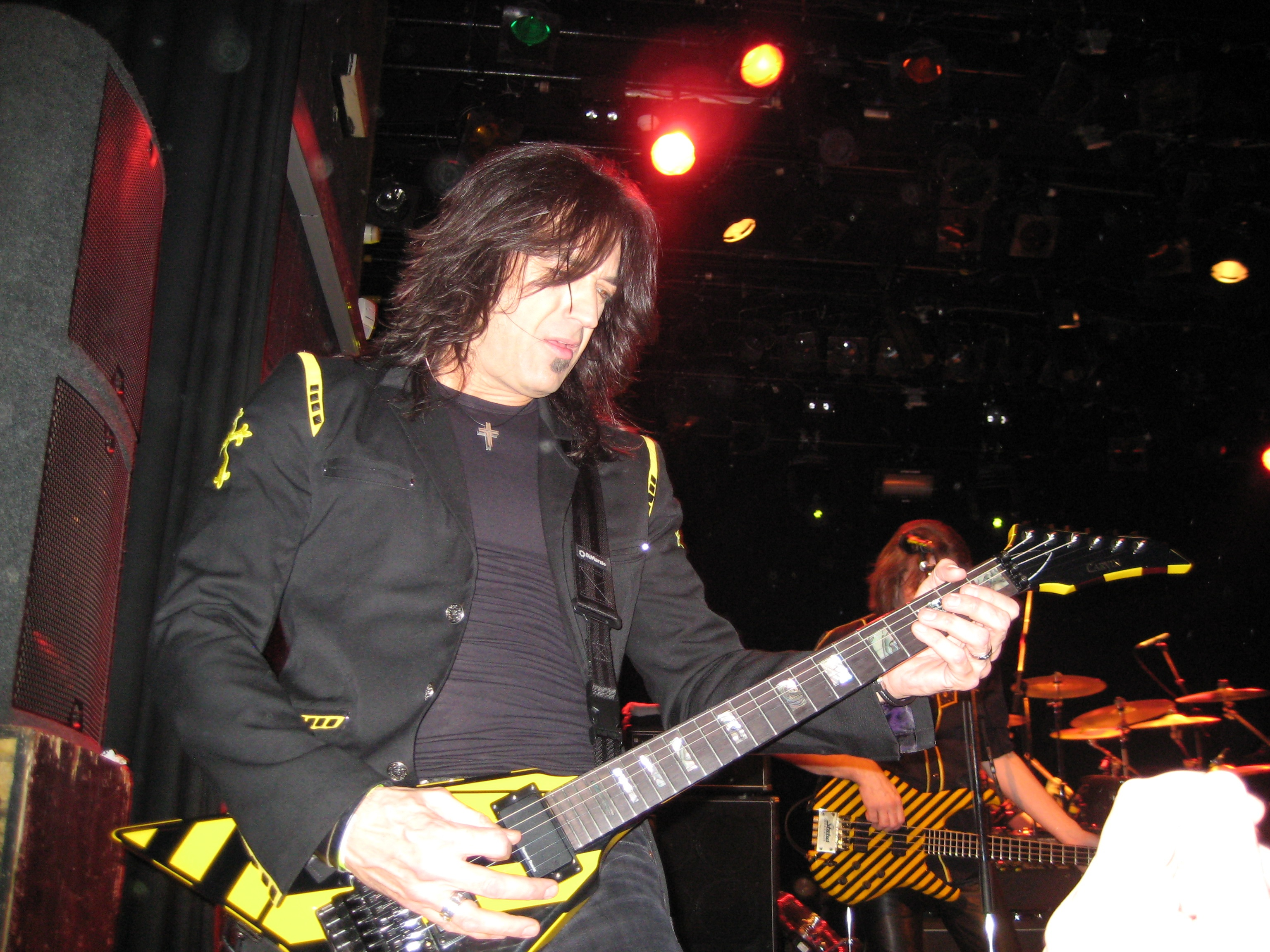
위트레흐트 티볼리에서 공연하는 마이클 스위트

1999년, 스위트는 푸에르토리코 콘서트에서 전 스트라이퍼 밴드 동료인 오즈 폭스와 팀 게인즈와 재회했다. 이 콘서트에는 폭스와 게인즈의 밴드인 SinDizzy가 출연했다. 스위트는 솔로 아티스트로 초대되었다. 그들 셋은 네 곡을 함께 연주했다. 이듬해, 첫 번째 스트라이퍼 엑스포가 뉴저지주에서 열렸고, 전체 라인업이 다시 한 번 재결합했다.
원래 베이시스트 팀 게인즈는 2005년에 그룹을 떠나 트레이시 페리로 교체되었지만, 밴드는 계속 함께 작업하여 스위트가 프로듀싱한 Reborn이라는 새 앨범을 발매했다. 그러나 그는 솔로 활동도 계속했다. 2006년 8월, 그는 스위트가 다시 쓰고 편곡한 전통 찬송가를 수록한 Him이라는 솔로 앨범을 발매했다. 밴드는 이어서 2009년 7월에 스위트가 프로듀싱한 앨범 Murder by Pride를 발매했다. Firehouse 밴드의 전 멤버였던 페리 리처드슨이 현재 밴드의 베이시스트이다. 페리는 밴드에 새로운 생명을 불어넣었고, 그들은 현재 투어를 진행 중이며 2020년에 발매될 새 스튜디오 앨범을 계획하고 있다.
2007년, 스위트는 2년간의 난소암 투병 끝에 2009년 3월 5일에 사망한 그의 아내 카일을 기리며 Touched라는 앨범을 발매했다.
2009년 9월, 스트라이퍼는 원년 멤버들과 함께 25주년 월드 투어 "Rocking the Hell Out of You for 25 years"를 시작했다. 이 투어에는 두 개의 오프닝 밴드가 참여했는데, Manic Drive와 Flight Patterns로, 후자에는 스위트의 아들 마이클 스위트 주니어가 포함되어 있다.
2011년 2월 15일, 스트라이퍼는 스위트가 프로듀싱한 새 음반 The Covering을 발매했다.
2013년, 스트라이퍼는 프런티어스 레코드를 통해 Second Coming과 No More Hell to Pay 두 장의 스튜디오 앨범을 발매했다. 그들은 2013년 11월에 선셋 스트립의 위스키 어 고고에서 녹음된 라이브 앨범과 DVD인 Stryper: Live at the Whiskey를 발매했다. 스위트는 또한 Lynch Mob의 설립자이자 전 도켄 멤버인 조지 린치와 함께 Only to Rise라는 앨범을 녹음하여 Sweet & Lynch라는 이름으로 발매했다. 스위트는 2015년 2월 4일 에디 트렁크 팟캐스트에서 이 그룹에 대해 논의했다. 이 그룹은 또한 전 화이트 라이온 및 전 메가데스 멤버인 제임스 로멘조가 베이스를, 전 화이트스네이크 및 전 포리너 멤버인 브라이언 티치가 드럼을 맡았다. Only to Rise는 2015년 1월 27일에 발매되었다.
스트라이퍼가 새 앨범 Fallen을 개발하는 것 외에, 스위트는 Rat Pak Records와 계약을 맺고 2016년 초에 새 솔로 앨범 One Sided War를 발매할 것이라고 확인했다.
2016년 11월 Antihero Magazine과의 인터뷰에서 스위트는 2017년 11월에 발매된 Unified라는 또 다른 Sweet & Lynch 앨범을 녹음 중이라고 확인했다. 그 이후 스위트는 조지 린치가 여러 프로젝트에 참여하여 앨범을 홍보하기 위한 투어를 할 수 없었고, 자신이 대부분의 홍보를 해야 한다고 느껴 Sweet & Lynch가 끝났을 수도 있다고 공식적으로 언급했다.
스위트는 스트라이퍼의 멤버로서 2018년 4월 20일 God Damn Evil을 발매했다. 앨범 제목 때문에 불쾌하다는 평가를 받았고 "부모 지도" 라벨이 붙었으며 월마트에서 판매 금지되었다. 이러한 논란에도 불구하고 앨범은 대부분의 주요 음악 차트에서 잘 팔리고 순위에 올랐다. 페리 리처드슨은 앨범에 참여하지 않았지만 앨범을 홍보하는 투어에 참여했다.
스위트는 2019년 후반에 RatPak Records에서 열 번째 스튜디오 앨범인 Ten을 발매했다.
스위트는 또한 2020년 9월 4일에 발매된 스트라이퍼의 Even the Devil Believes에서 기타리스트, 리드 보컬, 프로듀서로 참여했다.

## 개인 생활
스위트는 스트라이퍼의 첫 번째 비디오를 제작하던 중 아내 카일을 만났다. 그들은 22년 동안 결혼 생활을 했으며 두 자녀를 두었다. 2009년, 카일은 2년간의 암 투병 끝에 사망했다.
2010년 1월 8일, 마이클은 리사 샴페인과 결혼했다.

## 음반 목록

### 솔로

#### 정규 앨범
| 1994                             | Michael Sweet - 발매: 1994년 4월 7일 - 레이블: Benson                                                                                                | —   | 4  | —  | —  |  |
| 1995                             | Real - 발매: 1995년 9월 28일 - 레이블: Benson | —   | 12 | —  | —  |  |
| 1998                             | Truth (데모) - 발매: 1998년 10월 30일 - 레이블: Independent                                                                                          | —   | —  | —  | —  |  |
| 2000                             | Truth (공식) - 발매: 2000년 - 레이블: Restless | —   | —  | —  | —  |  |
| 2006                             | Him - 발매: 2006년 8월 1일 - 레이블: Infinity | —   | —  | —  | —  |  |
| 2007                             | Touched - 발매: 2007년 11월 30일 | —   | —  | —  | —  |  |
| 2014                             | I'm Not Your Suicide - 발매: 2014년 5월 6일 - 레이블: Big3                                                                                           | 154 | 14 | 40 | 10 |  |
| 2015                             | Only to Rise (with 조지 린치, as Sweet & Lynch) - 발매: 2015년 1월 27일 - 레이블: Frontiers                                                          | 120 | 4  | 18 | 6  |  |
| 2016                             | One Sided War - 발매: 2016년 8월 26일 - 레이블: Rat Pak                                                                                              | 77  | 1  | 4  | 1  |  |
| 2017                             | Unified (with 조지 린치, as Sweet & Lynch) - 발매: 2017년 11월 10일 - 레이블: Frontiers                                                              | —   | 7  | —  | 15 |  |
| 2019                             | Ten - 발매: 2019년 10월 11일 - 레이블: Rat Pak - 형식: CD, LP, CS                                                                                    | 185 | 4  | 34 | 11 |  |
| 2021                             | Reborn Again (Unreleased solo version of the album that became Stryper's 2005 Reborn Album) - 발매: 2021년 4월 - 레이블: Girder Music - 형식: CD, LP | —   | —  | —  | —  |  |
| 2021                             | Evil and Divine (with 트레이시 건즈, as Sunbomb) - 발매: 2021년 5월 14일 - 레이블: Frontiers                                                         |     |    |    |    |  |
| 2023                             | Heart & Sacrifice (with 조지 린치, as Sweet & Lynch) - 발매: 2023년 5월 19일 - 레이블: Frontiers Music SR                                            | —   | —  | —  | —  |  |
| "—"는 차트 진입 실패를 의미한다. | |     |    |    |    |  |

2023 Return to the Light
(with Alessandro Del Vecchio as.          SoleDriver)
• 발매 2023년 11월 17일
• 레이블: Frontiers Music SR

#### 익스텐디드 플레이
| 연도                      | 앨범 상세                                               |
| ------------------------- | ------------------------------------------------------- |
| 1992 (녹음) / 1999 (발매) | Unstryped - 발매: 1999년 9월 23일 - 레이블: Independent |

#### 비디오 앨범
| 연도 | 앨범 상세                                                |
| ---- | -------------------------------------------------------- |
| 2017 | Sole: Songs and Stories From a Life in Music - 형식: DVD |

### 게스트 참여
- 1989: I 2 (EYE), 마이클 W. 스미스 ("All You're Missin' Is a Heartache" 듀엣 및 백 보컬)
- 1992: Free at Last, DC Talk (백 보컬)
- 2004: Welcome to the Revolution, Liberty N' Justice ("Blind Man's Bluff" 리드 보컬)
- 2014: Onward to Freedom,[24] Tourniquet (동명 곡 리드 보컬 및 리드 기타)

## 내용주
1. ↑  Unified did not enter the Billboard 200, but peaked at No. 69 on the Billboard Top Album Sales chart.[21]
2. ↑  Unified did not enter the Billboard Top  Rock Albums chart, but peaked at No. 13 on the Billboard Rock Album Sales chart.[22]
3. ↑  Cassette available only by pre-order.